# Sacred The Thread
Sacred The Thread è il secondo singolo dei Greta Van Fleet estratto dall'album Starcatcher, pubblicato il 19 maggio 2023.

## Tracce
1. Sacred The Thread – 5:22